# Belle Vie en Auge
Belle Vie en Auge ist eine französische Gemeinde mit 545 Einwohnern (Stand: 1. Januar 2022) im Département Calvados in der Region Normandie. Sie gehört dort zum Mézidon Vallée d’Auge im Arrondissement Lisieux.
Die Gemeinde entstand mit Wirkung zum 1. Januar 2017 als Commune nouvelle durch die Zusammenlegung der früheren Gemeinden Saint-Loup-de-Fribois und Biéville-Quétiéville, die in der neuen Gemeinde den Status einer Commune déléguée haben. Der Verwaltungssitz befindet sich im Ort Biéville-Quétiéville.

## Gliederung
| Ortsteil                               | ehemaliger INSEE-Code | Fläche (km²) | Einwohnerzahl zum 1. Januar 2022 |
| -------------------------------------- | --------------------- | ------------ | -------------------------------- |
| Biéville-Quétiéville (Verwaltungssitz) | 14527                 | 20,10        | 365                              |
| Saint-Loup-de-Fribois                  | 14608                 | 03,47        | 180                              |

## Geographie
Nachbargemeinden sind
- Hotot-en-Auge im Norden,
- Notre-Dame-d’Estrées-Corbon im Nordosten und Mézidon Vallée d’Auge mit Crèvecœur-en-Auge im Nordosten,
- Notre-Dame-de-Livaye und Monteille im Osten,
- Le Mesnil-Mauger im Südosten,
- Mézidon Vallée d’Auge mit Mézidon-Canon im Südwesten und Magny-le-Freule im Westen,
- Méry-Bissières-en-Auge mit Méry-Corbon im Westen.